# Selim Özer
Selim Özer (* 26. Dezember 1968 in Istanbul) ist ein ehemaliger türkischer Fußballspieler und -trainer. Aufgrund seiner erfolgreichen Tätigkeit für Bursaspor wird er mit diesem Verein assoziiert.

## Spielerkarriere

### Verein
Selim Özer startete seine Profifußballspielerkarriere 1991 beim Drittligisten Uzunköprüspor einer Mannschaft aus der Kreisstadt Uzunköprü der Provinz Edirne. Hier schaffte er es auf Anhieb in die Stammelf und absolvierte 31 der 34 möglichen Ligaspiele. Nach einer weiteren Saison, in der Özer als Leistungsreainer alle Ligaspiele seines Teams absolviert und zehn Tore erzielt hatte, avancierte Özer zu den auffälligsten Youngstern der Liga. So wechselte Özer zum Sommer 1993 innerhalb der Liga zum Verein der Provinzhauptstadt, zu Edirnespor. Auch hier gelang ihm schnell der Sprung in die Stammformation. Zum Saisonende wurde er mit seinem Teams Meister der 3. Lig und stieg damit in die zweithöchste türkische Spielklasse, in die 2. Lig, auf. In der 2. Lig spielte er eine weitere Saison für Edirnespor und wusste auch in dieser Liga zu überzeugen.
Im Sommer 1995 verpflichtete ihn der türkische Traditionsverein und Erstligist Bursaspor. Hier genoss er von Anfang an das Vertrauen vom Cheftrainer Nejat Biyediç. Auch dessen Nachfolger Gordon Milne, der zur Spielzeit 1996/97 Cheftrainer wurde, setzt auf Özer. So stieg Özer durch seine überzeugenden Leistungen zum Nationaltrainer auf. Die Spielzeit beendete man auf dem 5. Tabellenplatz und damit den bis dato zweitbesten Tabellenplatz der Vereinsgeschichte.
Nachdem Özer bis zum Frühjahr 1999 für Bursaspor gespielt hatte, wechselte er zum Ligakonkurrenten Trabzonspor. Bei diesem Verein spielt er dann die nachfolgenden eineinhalb Spielzeiten, ohne sich wirklich durchsetzten zu können.
Zum Sommer 2000 wechselte er innerhalb der Liga zum Aufsteiger Yimpaş Yozgatspor. Hier etablierte er sich sofort als Stammspieler und hatte großen Anteil daran, dass der Provinzverein zum Saisonende überraschend den 7. Tabellenplatz belegte. Er spielte eine weitere Saison für Yozgatspor und verließ den Verein nach verpasstem Klassenerhalt.
Für die Saison 2002/03 wechselte er zum Erstligisten Malatyaspor. Hier spielte er eine Saisonhälfte durchgängig und verließ in der Winterpause überraschend diesen Klub. Nachdem er die Rückrunde vereinslos verstreichen ließ, heuerte Özer zur Saison 2003/04 beim Zweitligisten Kocaelispor an.
Nachdem er nur eine Saison bei Kocaelispor gespielt hatte, wechselte er innerhalb der Liga zu Mersin İdman Yurdu. Hier spielte er zwei Spielzeiten und verließ nach verpasstem Klassenerhalt im Sommer 2006 diesen Verein.
Nachschließend heuerte er beim Viertligisten Üsküdar Anadolu 1908 SK an. Hier spielte er eineinhalb Spielzeiten lang und beendete zum Frühjahr 2008 seine aktive Fußballspielerlaufbahn.

### Nationalmannschaft
Aufgrund seiner überzeugenden Leistungen bei Bursaspor wurde Özer 1996 vom damaligen Nationaltrainer Mustafa Denizli in den Kader der türkischen Nationalmannschaft nominiert. Während er beim WM1998-Qualifikationsspiel gegen die belgische Nationalmannschaft noch auf der Ersatzbank saß, gab er ein Jahr später gegen die Nationalelf Kroatiens sein Länderspieldebüt. Die nächsten zwei Jahre wurde er regelmäßig nominiert und absolvierte dabei fünf Länderspiele.

## Trainerkarriere
Im Anschluss an seine Fußballspielerkarriere wechselte Özer ins Trainerfach. Dabei übernahm er als erste Tätigkeit beim Erstligisten Sivasspor die Jugendmannschaft. Da Üsküdar Anadolu 1908 SK seit Mitte der 2000er Jahre die Zweitmannschaft von Sivasspor war, wechselte Özer als Nachwuchstrainer zu diesem Verein. 2009 übernahm er bei Giresunspor den Co-Trainer.
Im Frühjahr 2012 wurde er bei Bozüyükspor Co-Trainer und arbeitete bis zum Saisonende in diesem Amt. Zur Saison 2012/13 übernahm er als Cheftrainer seinen alten Verein Üsküdar Anadolu 1908 SK. Für die neue Saison wechselte Özer innerhalb der Liga zu Elibol Sandıklıspor.

## Erfolge
- Mit Edirnespor
  - Meister der TFF 2. Lig: 1993/94
  - Aufstieg in die TFF 1. Lig: 1993/94